# Electrodependencia
La electrodependencia es aquella situación en la cual una persona; el electrodependiente, presenta alguna complicación en su salud que le lleva a depender de aparatos eléctricos como el soporte vital (generalmente de uso permanente o de larga duración) para poder mantener la vida o un estado de salud óptimo del paciente.

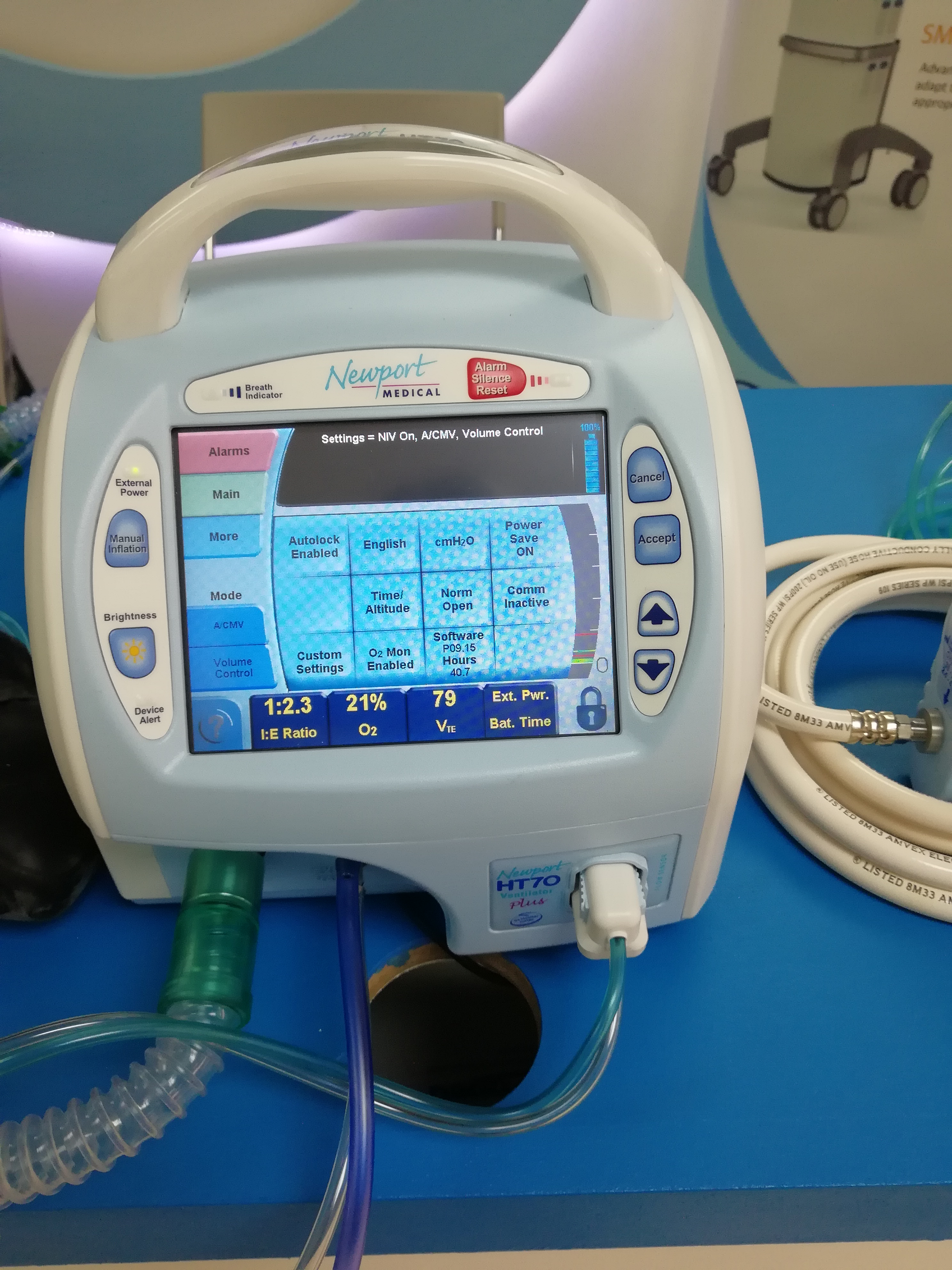
Ventilador BiPAP para el soporte respiratorio del paciente junto al cable de toma de corriente

Se desconoce cuándo y cómo surgió, sin embargo la primera vez que se tiene constancia de la mención de la palabra es en un artículo médico de 1995. Las primeras legislaciones nacionales conocidas fueron en 2017 con la Ley 27.351 de Argentina. Diferentes gobiernos han planteado una regulación al respecto, ya que es una situación médica reciente en países desarrollados.

## Tipos
La dependencia eléctrica podría dividirse en dos: la dependencia permanente y la parcial.
- En la dependencia permanente, el paciente necesita un soporte las 24 horas al día o casi, esto significa que depende enteramente de los aparatos sanitarios con toma de corriente para mantenerse con vida. Algunos ejemplos son la ventilación mecánica permanente y ECMO.[8]

- En la dependencia parcial, el paciente si bien es capaz de vivir sin un soporte, ocasionalmente necesita de ellos para poder seguir manteníendose con vida, lo que lo hace una dependencia temporal. Algunos ejemplos son la ventilación mecánica (para la apnea del sueño), diálisis, desfibrilación y reanimación cardiopulmonar.

## Causas
Las causas que hacen a una persona depender de un aparato eléctrico para vivir son diversos. Generalmente es a causa de una enfermedad o accidente que incapacita una función vital de un órgano vital de nuestro cuerpo. Algunas causas pueden ser:
- Insuficiencias pulmonares, habituales en enfermedades neurodegenerativas, los más conocidos son las miopatías; como la distrofia muscular de Duchenne o las enfermedades neurológicas; como la esclerosis lateral amiotrófica. Además de las enfermedades únicamente relacionadas con los pulmones, obesidad, escoliosis o lesiones graves en la caja torácica.[9][10]
- Insuficiencias renales, tanto la aguda como la crónica. Habituales en pacientes con diabetes e hipertensión graves además de los pacientes sin riñón funcional. Algunos tratamientos son la diálisis.[11]
- Insuficiencias cardíacas, tanto la aguda como la crónica. Habituales en pacientes con enfermedades cardiovasculares, enfermedades neuromusculares, obesidad, alto colesterol.[12]